# Бойка
Бо́йка гора́ (крим. Boyka) — одна з вершин Головного пасма Кримських гір, біля села Соколине. Належить до гірського масиву Бойка.
Відокремлена від Ай-Петринської яйли Великим каньйоном Криму.
Висота до 1087 м. Має східчасту поверхню з плоскою вершиною. Складається із вапняків. Вкрита гірсько-лучною рослинністю, на схилах — грабово-дубовий ліс.